# Friedrich Griese
Friedrich Griese, född 2 oktober 1890, död 1 juni 1975, var en tysk författare.
Friedrich Griese var ursprungligen lärare, deltog 1915–1916 som frivillig i första världskriget men frikallades på grund av dövhet. Han är mest känd för sina mecklenburgska hembygdsskildringar, bland annat Feuer (1921), Das Korn rauscht (1923), Alte Glocken (1925), Wittvogel (1927), Die Flucht (1928), Sohn seiner Mutter (1929), Der ewige Acker (1930), Der Saatgang (1932), Das Dorf der Mädchen (1933) och Das letzte Gesicht (1934) samt de historiska berättelserna Der Pflüger (1925), Winter (1927, svensk översättning 1929), Tal der Armen (1929), Der Herzog (1931), Die Wagenburg (1935) och Die Prinzessin von Grabow (1936). Griese anslöt sig till nationalsocialismen och erhöll 1941 det tyska litteraturpriset. Han utgav 1934 självbiografin Mein Leben och 1938 en biografi över Fritz Reuter.